# Goran Gavrančić
Goran Gavrančić (szerb cirill betűkkel Горан Гавранчић; Belgrád, 1978. augusztus 2. – ) szerb válogatott labdarúgó, edző.

## Pályafutása

### Klubcsapatban
Belgrádban született. 1997-ben a Čukarički együttesében kezdte a pályafutását, melynek színeiben három bajnoki címet szerzett. 2001-ben Ukrajnába igazolt a Dinamo Kijiv csapatához, ahol 2008-ig játszott és amelynek a színeiben négy bajnokságot, négy kupát és három szuperkupát nyert. 2008-ban kölcsönadták a görög PAÓK-nak. 2009-ben hazatért a Partizan együtteséhez, melynek tagjaként bajnoki címet szerzett és megnyerte a szerb labdarúgókupát. 2010-ben a kínai Henan csapatában fejezte be a pályafutását.

### A válogatottban
2002 és 2006 között 28 alkalommal szerepelt a jugoszláv és a szerb-montenegrói válogatottban. Részt vett a 2006-os világbajnokságon, ahol a Hollandia, az Argentína és az Elefántcsontpart elleni csoportmérkőzésen is kezdőként lépett pályára.

## Sikerei, díjai
Dinamo Kijiv
- Ukrán bajnok (4): 2000–01, 2002–03, 2003–04, 2006–07
- Ukrán kupagyőztes (4): 2002–03, 2004–05, 2005–06, 2006–07
- Ukrán szuperkupagyőztes (3): 2004, 2006, 2007

FK Partizan
- Szerb bajnok (1): 2008–09
- Szerb kupagyőztes (1): 2008–09